# Харт, Дорис
Дорис Харт (англ. Doris Hart; 20 июня 1925, Сент-Луис, Миссури — 29 мая 2015, Корал-Гейблс, Флорида) — американская теннисистка-любительница, лидер женского тенниса в начале 1950-х годов.
Шестикратная победительница турниров Большого шлема в одиночном разряде. 14-кратная победительница турниров Большого шлема в женском парном разряде. 15-кратная победительница турниров Большого шлема в смешанном парном разряде. Обладательница «карьерного» Большого шлема во всех трёх разрядах. Первая ракетка мира по версии Daily Telegraph (1951). Член Международного зала теннисной славы с 1969 года.

## Биография
В шесть лет Дорис Харт тяжело заболела: инфекция (позднее о ней неверно писали как о полиомиелите) поразила коленный сустав, и девочка на всю жизнь могла остаться калекой. В терапевтических целях ей посоветовали заниматься теннисом, что определило всю её дальнейшую судьбу.
К 20 годам Дорис уже дважды побывала в финале чемпионата США в женском парном разряде, но дело было в годы Второй мировой войны, и чемпионат был действительно внутренним американским соревнованием. Однако и после окончания войны Дорис только дальше развивала свой успех. В 1946 году она проиграла в финале чемпионата США в одиночном разряде ведущей американской теннисистке Полин Бетц, а на чемпионате Франции и на Уимблдонском турнире они вместе дошли до финала, проиграв оба раза другой американской паре — Луизе Браф и Маргарет Осборн. На следующий год Харт завоевала свой первый титул на турнирах Большого шлема, выиграв Уимблдон в паре с Патрисией Каннинг, и добавила к нему два финала в одиночном разряде — во Франции (проиграла Каннинг) и на Уимблдоне (проиграла Осборн).
Первый титул в турнире Большого шлема в одиночном разряде Харт завоевала в 1949 году на чемпионате Австралии. На этом же турнире она стала чемпионкой в смешанном парном разряде, где её партнёром был хозяин корта Фрэнк Седжмен, а в женских парах дошла до финала. В следующем сезоне она снова вышла в финал чемпионата Австралии во всех трёх разрядах, в одиночном разряде проиграв Луизе Браф, а в парах с ней и Седжменом одержав победы. Таким образом, всего за два визита в Австралию она побывала в шести финалах из шести возможных и выиграла четыре из них. В 1950 году она также выиграла чемпионат Франции в одиночном разряде и в паре с ещё одной американкой Ширли Фрай.
На 1951—1953 годы приходится пик парной карьеры Харт. В эти годы она трижды подряд завоёвывала «малый шлем» в женских и смешанных парах (выигрывая все турниры Большого шлема, кроме чемпионата Австралии, в котором больше не участвовала). В женском парном разряде её неизменной партнёршей в Париже, Лондоне и Нью-Йорке оставалась Ширли Фрай, а в миксте она два года доминировала с Седжменом, а после его ухода в профессиональный теннис в конце 1952 года — с американцем Виком Сейксасом. В 1951 году она стала абсолютной чемпионкой Уимблдона, добавив к двум парным титулам победу в финале в одиночном разряде над Ширли Фрай (с одним из самых разгромных результатов в истории турниров Большого шлема — 6:1, 6:0), а на следующий год — абсолютной чемпионкой Франции, где в одиночном финале ей снова противостояла Фрай. В 1951 году Харт была названа журналом «Daily Telegraph» лучшей теннисисткой мира, на следующий год уступив пальму первенства победившей на Уимблдоне и в чемпионате США Морин Коннолли. Даже в 1953 году, когда Коннолли завоевала Большой шлем в одиночном разряде, трижды подряд одолев Харт в финалах чемпионата Франции, Уимблдонского турнира и чемпионата США, Харт не отдала ей ни одного титула в парах: дважды она взяла верх над Коннолли в финалах женских парных турниров и один раз в финале микста.
В 1954 и 1955 годах Харт добавила к своей коллекции титулов ещё две победы в одиночном разряде на чемпионате США (Коннолли, получившая тяжелейшую травму и распрощавшаяся с теннисом, уже не могла ей в этом воспрепятствовать) и четыре победы в миксте на Уимблдоне и в чемпионате США, а также титул чемпионки США в женских парах 1954 года. Таким образом, она стала абсолютной чемпионкой США 1954 года и единственным турнир Большого шлема, где ей не удалось показать этот результат, остался чемпионат Австралии. В 1956 году на чемпионате Франции в смешанном разряде она вышла в свой последний финал на турнирах Большого шлема. В этом же году она окончила активные выступления, став теннисным тренером. В дальнейшем она тренировала, в частности, сборную Великобритании в Кубке Уайтмен и была капитаном сборной США 1970 года.
Всего за карьеру Дорис Харт завоевала шесть титулов в одиночном разряде, 14 в женских парах (из них 11 — с Ширли Фрай) и 15 в миксте (восемь с Седжменом и семь с Сейксасом). 35 титулов в турнирах Большого шлема ставят её на шестую позицию за всю историю тенниса. Ещё одним важным достижением её карьеры является тот факт, что она стала первой теннисисткой, выигравшей все турниры Большого шлема в каждом разряде — впоследствии этот результат удалось повторить Маргарет Смит-Корт и Мартине Навратиловой. Десять лет она постоянно была членом сборной США в Кубке Уайтмен — традиционном соревновании американских и британских теннисисток — и за это время проиграла только одну встречу в парном разряде, а в одиночном не позволила соперницам взять у неё ни одной игры. Помимо турниров Большого шлема, Харт также становилась чемпионкой Италии (1951 — в одиночном разряде и в паре с Фрай, 1953 — в одиночном и смешанном парном разряде) и ЮАР (1950 — женский и смешанный парный разряд, 1952 — одиночный и парный разряд), а также чемпионкой США на грунтовых кортах (1950 — одиночный и парный разряд, 1954 — парный разряд) и четырёхкратной чемпионкой Великобритании на грунтовых кортах в одиночном и женском парном разряде (1951—1954, в 1951 и 1954 году — абсолютная чемпионка). Она оставалась в десятке сильнейших теннисисток мира десять лет подряд — с 1946 по 1955 год, а в десятке сильнейших теннисисток США с 1942 по 1955 год, заняв в ней первое место в два последних года. В 1969 году её имя было включено в списки Международного зала теннисной славы; в 1995 году Харт, выпускница университета Майами, стала также членом женского Зала славы студенческого тенниса. В 2011 году Международная федерация тенниса учредила Кубок Дорис Харт — новое соревнование для ветеранов в возрасте старше 80 лет.

## Участие в финалах турниров Большого шлема за карьеру (67)

### Одиночный разряд (18)

#### Победы (6)
| Год  | Турнир                | Соперница в финале    | Счёт в финале |
| ---- | --------------------- | --------------------- | ------------- |
| 1949 | Чемпионат Австралии   | Нэнси Уинн-Болтон     | 6-3, 6-4      |
| 1950 | Чемпионат Франции     | Патрисия Каннинг-Тодд | 6-4, 4-6, 6-2 |
| 1951 | Уимблдонский турнир   | Ширли Фрай            | 6-1, 6-0      |
| 1952 | Чемпионат Франции (2) | Ширли Фрай            | 6-4, 6-4      |
| 1954 | Чемпионат США         | Луиза Браф            | 6-8, 6-1, 8-6 |
| 1955 | Чемпионат США (2)     | Патрисия Уорд         | 6-4, 6-2      |

#### Поражения (12)
| Год  | Турнир                  | Соперница в финале    | Счёт в финале |
| ---- | ----------------------- | --------------------- | ------------- |
| 1946 | Чемпионат США           | Полин Бетц            | 9-11, 3-6     |
| 1947 | Чемпионат Франции       | Патрисия Каннинг-Тодд | 3-6, 6-3, 4-6 |
| 1947 | Уимблдонский турнир     | Маргарет Осборн-Дюпон | 2-6, 4-6      |
| 1948 | Уимблдонский турнир (2) | Луиза Браф            | 3-6, 6-8      |
| 1949 | Чемпионат США (2)       | Маргарет Осборн-Дюпон | 3-6, 1-6      |
| 1950 | Чемпионат Австралии     | Луиза Браф            | 4-6, 6-3, 4-6 |
| 1950 | Чемпионат США (3)       | Маргарет Осборн-Дюпон | 4-6, 3-6      |
| 1951 | Чемпионат Франции (2)   | Ширли Фрай            | 3-6, 6-3, 3-6 |
| 1952 | Чемпионат США (4)       | Морин Коннолли        | 3-6, 5-7      |
| 1953 | Чемпионат Франции (3)   | Морин Коннолли        | 2-6, 4-6      |
| 1953 | Уимблдонский турнир (3) | Морин Коннолли        | 6-8, 5-7      |
| 1953 | Чемпионат США (5)       | Морин Коннолли        | 2-6, 4-6      |

### Женский парный разряд (29)

#### Победы (14)
| Год  | Турнир                  | Партнёр               | Соперницы в финале                  | Счёт в финале |
| ---- | ----------------------- | --------------------- | ----------------------------------- | ------------- |
| 1947 | Уимблдонский турнир     | Патрисия Каннинг-Тодд | Луиза Браф Маргарет Осборн-Дюпон    | 3-6, 6-4, 7-5 |
| 1948 | Чемпионат Франции       | Патрисия Каннинг-Тодд | Мэри Арнольд-Прентисс Ширли Фрай    | 6-4, 6-2      |
| 1950 | Чемпионат Австралии     | Луиза Браф            | Нэнси Уинн-Болтон Тельма Койн-Лонг  | 6-2, 2-6, 6-3 |
| 1950 | Чемпионат Франции (2)   | Ширли Фрай            | Луиза Браф Маргарет Осборн-Дюпон    | 1-6, 7-5, 6-2 |
| 1951 | Чемпионат Франции (3)   | Ширли Фрай            | Берил Бартлетт Барбара Скофилд      | 10-8, 6-3     |
| 1951 | Уимблдонский турнир (2) | Ширли Фрай            | Луиза Браф Маргарет Осборн-Дюпон    | 6-3, 13-11    |
| 1951 | Чемпионат США           | Ширли Фрай            | Патрисия Каннинг-Тодд Нэнси Чаффи   | 6-4, 6-2      |
| 1952 | Чемпионат Франции (4)   | Ширли Фрай            | Хейзел Редик-Смит Джулия Уипплингер | 7-5, 6-1      |
| 1952 | Уимблдонский турнир (3) | Ширли Фрай            | Луиза Браф Морин Коннолли           | 8-6, 6-3      |
| 1952 | Чемпионат США (2)       | Ширли Фрай            | Луиза Браф Морин Коннолли           | 10-8, 6-4     |
| 1953 | Чемпионат Франции (5)   | Ширли Фрай            | Морин Коннолли Джулия-Энн Сампсон   | 6-4, 6-3      |
| 1953 | Уимблдонский турнир (4) | Ширли Фрай            | Морин Коннолли Джулия-Энн Сампсон   | 6-0, 6-0      |
| 1953 | Чемпионат США (3)       | Ширли Фрай            | Луиза Браф Маргарет Осборн-Дюпон    | 6-2, 7-9, 9-7 |
| 1954 | Чемпионат США (4)       | Ширли Фрай            | Луиза Браф Маргарет Осборн-Дюпон    | 6-4, 6-4      |

#### Поражения (15)
| Год  | Турнир                  | Партнёр               | Соперницы в финале                 | Счёт в финале  |
| ---- | ----------------------- | --------------------- | ---------------------------------- | -------------- |
| 1942 | Чемпионат США           | Полин Бетц            | Луиза Браф Маргарет Осборн         | 6-2, 5-7, 0-6  |
| 1944 | Чемпионат США (2)       | Полин Бетц            | Луиза Браф Маргарет Осборн         | 6-4, 4-6, 3-6  |
| 1945 | Чемпионат США (3)       | Полин Бетц            | Луиза Браф Маргарет Осборн         | 3-6, 3-6       |
| 1946 | Чемпионат Франции       | Полин Бетц            | Луиза Браф Маргарет Осборн         | 4-6, 6-0, 1-6  |
| 1946 | Уимблдонский турнир     | Полин Бетц            | Луиза Браф Маргарет Осборн         | 3-6, 6-2, 3-6  |
| 1947 | Чемпионат Франции (2)   | Патрисия Каннинг-Тодд | Луиза Браф Маргарет Осборн         | 5-7, 2-6       |
| 1947 | Чемпионат США (4)       | Патрисия Каннинг-Тодд | Луиза Браф Маргарет Осборн         | 7-5, 3-6, 5-7  |
| 1948 | Уимблдонский турнир (2) | Патрисия Каннинг-Тодд | Луиза Браф Маргарет Осборн-Дюпон   | 3-6, 6-3, 3-6  |
| 1948 | Чемпионат США (5)       | Патрисия Каннинг-Тодд | Луиза Браф Маргарет Осборн-Дюпон   | 4-6, 10-8, 1-6 |
| 1949 | Чемпионат Австралии     | Мэри Туми             | Нэнси Уинн-Болтон Тельма Койн-Лонг | 0-6, 1-6       |
| 1949 | Чемпионат США (6)       | Ширли Фрай            | Луиза Браф Маргарет Осборн-Дюпон   | 4-6, 8-10      |
| 1950 | Уимблдонский турнир (3) | Ширли Фрай            | Луиза Браф Маргарет Осборн-Дюпон   | 4-6, 7-5, 1-6  |
| 1950 | Чемпионат США (7)       | Ширли Фрай            | Луиза Браф Маргарет Осборн-Дюпон   | 2-6, 3-6       |
| 1954 | Уимблдонский турнир (4) | Ширли Фрай            | Луиза Браф Маргарет Осборн-Дюпон   | 6-4, 7-9, 3-6  |
| 1955 | Чемпионат США (8)       | Ширли Фрай            | Луиза Браф Маргарет Осборн-Дюпон   | 3-6, 6-1, 3-6  |

### Смешанный парный разряд (20)

#### Победы (15)
| Год  | Турнир                  | Партнёр       | Соперники в финале                | Счёт в финале   |
| ---- | ----------------------- | ------------- | --------------------------------- | --------------- |
| 1949 | Чемпионат Австралии     | Фрэнк Седжмен | Джойс Фитч Джон Бромвич           | 6-1, 5-7, 12-10 |
| 1950 | Чемпионат Австралии (2) | Фрэнк Седжмен | Джойс Фитч Эрик Стёрджесс         | 8-6, 6-4        |
| 1951 | Чемпионат Франции       | Фрэнк Седжмен | Тельма Койн-Лонг Мервин Роуз      | 7-5, 6-2        |
| 1951 | Уимблдонский турнир     | Фрэнк Седжмен | Нэнси Уинн-Болтон Мервин Роуз     | 7-5, 6-2        |
| 1951 | Чемпионат США           | Фрэнк Седжмен | Ширли Фрай Мервин Роуз            | 6-3, 6-2        |
| 1952 | Чемпионат Франции (2)   | Фрэнк Седжмен | Ширли Фрай Эрик Стёрджесс         | 6-8, 6-3, 6-3   |
| 1952 | Уимблдонский турнир (2) | Фрэнк Седжмен | Тельма Койн-Лонг Энрике Мореа     | 4-6, 6-3, 6-4   |
| 1952 | Чемпионат США (2)       | Фрэнк Седжмен | Тельма Койн-Лонг Лью Хоуд         | 6-3, 7-5        |
| 1953 | Чемпионат Франции (3)   | Вик Сейксас   | Морин Коннолли Мервин Роуз        | 4-6, 6-4, 6-0   |
| 1953 | Уимблдонский турнир (3) | Вик Сейксас   | Ширли Фрай Энрике Мореа           | 9-7, 7-5        |
| 1953 | Чемпионат США (3)       | Вик Сейксас   | Джулия-Энн Сампсон Рекс Хартвиг   | 6-2, 4-6, 6-4   |
| 1954 | Уимблдонский турнир (4) | Вик Сейксас   | Маргарет Осборн-Дюпон Кен Розуолл | 5-7, 6-4, 6-3   |
| 1954 | Чемпионат США (4)       | Вик Сейксас   | Маргарет Осборн-Дюпон Кен Розуолл | 4-6, 6-1, 6-1   |
| 1955 | Уимблдонский турнир (5) | Вик Сейксас   | Луиза Браф Энрике Мореа           | 8-6, 2-6, 6-3   |
| 1955 | Чемпионат США (5)       | Вик Сейксас   | Ширли Фрай Лью Хоуд               | 9-7, 6-1        |

#### Поражения (5)
| Год  | Турнир                | Партнёр        | Соперники в финале                    | Счёт в финале |
| ---- | --------------------- | -------------- | ------------------------------------- | ------------- |
| 1945 | Чемпионат США         | Боб Фалкенбург | Маргарет Осборн Билл Талберт          | 4-6, 4-6      |
| 1948 | Чемпионат Франции     | Фрэнк Седжмен  | Патрисия Каннинг-Тодд Ярослав Дробный | 3-6, 6-3, 3-6 |
| 1948 | Уимблдонский турнир   | Фрэнк Седжмен  | Луиза Браф Джон Бромвич               | 2-6, 6-3, 3-6 |
| 1950 | Чемпионат США (2)     | Фрэнк Седжмен  | Маргарет Осборн-Дюпон Кен Макгрегор   | 4-6, 6-3, 3-6 |
| 1956 | Чемпионат Франции (2) | Боб Хоу        | Тельма Койн-Лонг Луис Айяла           | 6-4, 4-6, 1-6 |